# Valvola di additron

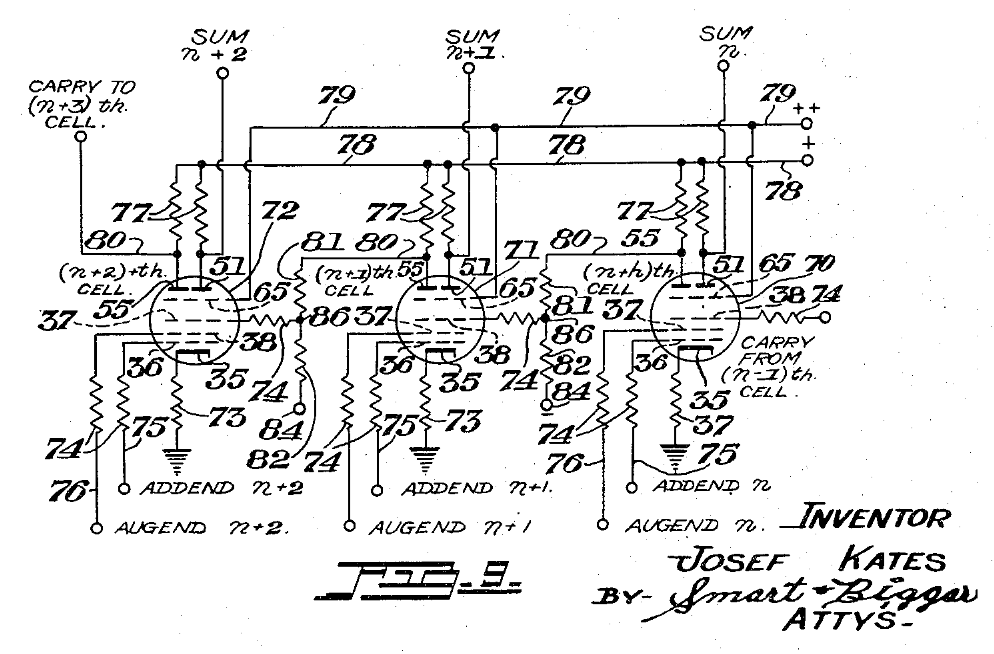
Schema del che mostra un sommatore a 3 bit che utilizza delle valvole di Additron.

L'additron era una valvola progettata dall'ingegnere Josef Kates intorno al 1950, per sostituire le singole valvole elettroniche ed i componenti di supporto necessari per eseguire la funzione di un singolo bit digitale full-adder.
Il Dr. Kates sviluppò l'Additron con l'intenzione di aumentare le probabilità di successo e affidabilità riducendo al contempo le dimensioni, il consumo energetico e la complessità dell'University of Toronto Electronic Computer (UTEC)
L'Additron tuttavia non entrò in produzione presso la Rogers Vacuum Tube Company, dove ne erano stati costruiti i prototipi, né venne utilizzata nell'UTEC, facendo soltanto un'apparizione ampiamente pubblicizzata presso il padiglione dell'azienda del Canadian National Exhibition del 1950, all'interno del computer Bertie the Brain, per mostrare le meraviglie di calcolo elettronico.
Il brevetto della valvola venne depositato alla Radio Television Manufacturing Association  il 20 marzo 1951 (con il codice 6047).

## Brevetto
- (EN)  US2784312, United States Patent and Trademark Office, Stati Uniti d'America.